# John Stezaker
John Grenville Stezaker (Worchester, 25 maart 1949) is een Britse collagekunstenaar.
Hij is een van de toonaangevende kunstenaars op het vlak van hedendaagse fotocollages.
Hij maakt ook zeefdrukken op basis van het zelfde principe. 
Zijn werk is opgenomen in museumcollecties over de hele wereld. Hij exposeerde zijn werken wereldwijd op honderden solo- en groepstentoonstellingen.
Hij woont en werkt in Londen.  Hij heeft een studio in Saint Leonards-on-Sea (Hastings) waar hij zijn werken tentoonstelt.
John Stezaker wordt vertegenwoordigd door de Gallery Sofie Van de Velde in Antwerpen, The Approach in Londen en de Galerie Gisela Capitain in Keulen. 

## Biografie en carrière

### Onderwijs
John Stezaker studeerde van 1967 tot 1973 aan Slade School of Art in Londen. Hij behaalde in 1973 zijn Master in de Fine Arts (Schone Kunsten). Vanaf 1975 koos koos hij voor een carrière als leraar in het kunstonderwijs. Hij werd docent aan de Central Saint Martins School of Art, het Goldsmiths College en het Royal College of Arts waar hij tot zijn pensioen in 2006 hoofddocent kritische en historische studies was.  

### Nieuwe beeldtaal
Hoewel Stezaker aanvankelijk voor een opleiding in de schilderkunst koos, ging hij na een jaar over naar de richting film. Hij raakte reeds tijdens zijn studententijd gefascineerd door een nieuwe beeldtaal aan de hand van collages van verouderde mechanisch gereproduceerde beelden, zoals vintage foto's, portretfoto's van acteurs, publiciteitsfoto's, ansichtkaarten, toeristische folders en ander drukwerk. Hij had echter vooral een passie voor "stills", dit zijn oude foto's van Hollywoodfilms die nooit gedraaid werden of nooit succes kenden en die hij daarom "virgins" noemde. Hij zou tijdens zijn ganse carrière actief op zoek gaan naar deze "virgins" en er een grote collectie van verzamelen.
Door zorgvuldig knipwerk, samenvoegen en over elkaar kleven van fotomateriaal bereikt hij een metamorfose als eindresultaat, dat de indruk geeft van surrealistische landschappen of scènes, die door anachronismen en raadselachtigheid aan de toeschouwer een totaal nieuwe en verwarrende perceptie van de afbeelding bieden. Op deze manier verbreekt Stezaker de iconografische staat van de afbeelding en laat hij de toeschouwer focussen op de kern van de individuele afbeelding in plaats van de automatische reflex om de foto enkel te zien als een venster naar een totaalvoorstelling.
Naast zijn collages, gewoonlijk op klein formaat, die hij readymade's noemt en die slechts in één exemplaar geproduceerd worden, maakt hij ook zeefdrukken op basis van het zelfde concept. Hij is auteur van een boek "Crossing over", waarin hij aan de hand van beeldfragmenten de geschiedenis de ansichtkaart beschrijft. Minder bekend zijn zijn experimentele films die hij maakt aan de hand van fotomontages.

### Vernieuwer
Zijn nieuwe beeldtaal aan de hand van toe-eigening van beelden en verwerking ervan in collages stond ver af van de toenmalige Popart.  Hierdoor behoorde Stezaker tot de eerste generatie van Britse conceptuele kunstenaars die reageerden tegen de dominantie van de popart en die met hun conceptuele kunst rond 1972 begonnen te exposeren onder andere in de New Art-show en in de Hayward Gallery in Londen.
Zijn werk werd snel opgemerkt. In 1970 kreeg hij zijn eerste solotentoonstelling in de Sigi Krauss Gallery en in 1972 in de Nigel Greenwood Inc, tegelijk de start was voor een langdurige samenwerking. De belangstelling voor het werk van Stezaker groeide snel met in de jaren '70 onder andere een solotentoonstelling in het Museum of Modern Art in Oxford, het City Museum in Southampton en de Photographers' Gallery in Birmingham en vele andere tentoonstellingen in het Verenigd Koninkrijk.   
In de jaren '70,en '80 werd hij ook in het buitenland opgevoerd als een van de pioniers van de Britse fotokunst met tentoonstellingen in het Paleis voor Schone Kunsten in Brussel, de Kunsthalle in Keulen, de Biënnale van Venetië, het Kunstmuseum Luzern, de Galerie Fabre in Parijs en vele andere in landen als Nederland, Italië, de Verenigde Staten, Oostenrijk, Italië en Duitsland. Hij had ondertussen afstand genomen van de conceptuele kunst door elke vorm van tekst uit zijn werk te bannen. In de jaren '90 had hij een invloed op het gebruik van gevonden beeldmateriaal bij de Young British Artists, een nieuwe generatie van Britse kunstenaars die wegwerpmateriaal in hun kunst integreerden.  Rond het midden van de jaren '90 exposeerde hij samen met jonge Britse kunstenaars in Europa, Amerika en Australië. 
Niettemin miste hij algemene erkenning en kreeg hij niet de nodige steun om een lucratieve carrière als beroepskunstenaar uit te bouwen. Collages werden in de kunsthandel eerder stiefmoederlijk behandeld. Hierdoor bleef het onderwijs zijn hoofdberoep en bleef de kunst beperkt tot zijn vrije tijd.

### Tanend succes en herontdekking
Halfweg de jaren '80 begon Stezaker te experimenteren met collages en zeefdrukken op basis van naaktfoto's en pornofoto's. Kenmerkend was dat de gezichten steeds onzichtbaar waren. Hij kwam in opspraak ten gevolge van aanhoudende kritiek waarin zijn werken antifeministisch karakter werden genoemd. Hierdoor verminderde de belangstelling voor zijn werk. Ook de dalende populariteit van de surrealistische kunst en zijn inzet voor zijn loopbaan in het onderwijs droegen er toe bij dat hij halfweg de jaren '90 nog slechts sporadisch exposeerde.
In 2004 werd zijn werk herontdekt door de internationale kunstmarkt. De interesse van de kunstverzamelaar Charles Saatchi voor zijn werk was de doorbraak voor zijn groot internationaal succes als kunstenaar. Zijn vroeger werk kwam terug onder de aandacht, zijn onbekende werken die hij massaal in  de voorbije jaren had geproduceerd kwam naar boven en hij begon intensief met het maken van nieuwe reeksen. De Keulse galeriehoudster Gisela Capitain droeg bij tot de herontdekking van zijn zeefdrukken. In 2006 ging hij op pensioen en kon zich volledig aan de kunst wijden. Hij  kreeg sindsdien wereldwijd meer dan 65 solotentoonstellingen aangeboden, naast meer dan 150 groepstentoonstellingen. Zijn werk wordt verzameld door verschillende internationale verzamelaars en musea.  In oktober 2024 kreeg hij een solotentoonstelling "Strange Love" met zijn recent werk in de Gallery Sofie Van de Velde.

### Thema's
De thema's kus en horror komen frequent voor in zijn werk. Hij speelt dikwijls met pareidolie, de neiging om overal gezichten in te herkennen.
HIj maakt zijn werk in series rond het zelfde thema en met dezelfde techniek. Meerdere series worden met Romeinse cijfers opgedeeld in sub-reeksen. Soms volstaat de verwerking van slechts twee afbeeldingen om een metamorfose te bereiken. In de de monsterachtige Mask-serie uit 1982 kleefde hij ansichtkaarten uit het Victoriaans tijdperk op een portretfoto van een filmster en liet hij het gezicht van een acteur overvloeien in een grot of een waterval. In de serie "Dark Star" sneed hij het hoofdpersonage weg uit publiciteitsfoto's, waardoor de foto's met enkel een silhouet in een volledig nieuwe context kregen. In zijn "Third Person Archive" plaatste hij willekeurige figuren die hij uit reismagazines had uitgeknipt  in een vreemde omgeving, wat een verwarrende indruk tot gevolg had. Later ging hij ook luchtfoto's in zijn werk opnemen.
In zijn recente werk uit de jaren 2000 greep Strezaker terug naar de sprookjeswereld met magie en metamorfose. In de reeks "Spell" uit 2024 plaatste hij een menselijke figuur in de wereld van de ongewervelde dieren zoals die op oude natuurhistorische prenten zijn afgebeeld.

## Erkenning
In september 2012 ontving hij als collagemaker de Deutsche Börse fotografieprijs.

## Musea en collecties (selectie)
- Arts Council Engeland [21]
- British Council Collection [22]
- Birmingham Museums Trust [23]
- David Roberts Collection, Londen[24]
- Dundee Art Galleries and Museums Collection, Dundee[25]
- FRAC Ile-de-France/ Le Plateau, Parijs[26]
- Frans Hals Museum, Haarlem[27]
- Los Angeles County Museum of Art, Los Angeles
- MoMA, New York[28]
- MUDAM Collection, Luxemburg[29]
- Ringier Collection, Zurich[30]
- RISD Museum of Art, Providence[31]
- The Rubell Family Collection, Miami[32]
- Saatchi Collection, Londen[19]
- Sammlung Deutsche Bank, Frankfurt[33]
- Sammlung Verbund, Wenen[34]
- Seattle Art Museum, Washington[35]
- Stedelijk Museum, Amsterdam[36]
- Tate Collection, Londen[37]
- The University of Warwick Art Collection, Coventry[38]
- The York Museum Trust, York[39]
- Whitworth Art Gallery, Manchester
- Zabludowicz Collection, Londen[40]